# Padada
Padada  es un municipio filipino de tercera categoría, situado en la parte sudeste de la isla de Mindanao. Forma parte de  la provincia de Dávao del Sur situada en la Región Administrativa de Dávao en cebuano Rehiyon sa Davao, también denominada Región XI. Para las elecciones está encuadrado en el Primer Distrito Electoral.

## Barrios
El municipio  de Padada se divide, a los efectos administrativos, en 17 barangayes o barrios, conforme a la siguiente relación:
| Barrio                            | Código    | Urbano/ Rural | Población 1 de agosto de 2007 |
| --------------------------------- | --------- | ------------- | ----------------------------- |
| Almendras (Población)             | 112411001 | Urbano        | 4196                          |
| Don Sergio Osmeña, Sr.            | 112411002 | Rural         | 647                           |
| Harada Butai                      | 112411003 | Rural         | 1452                          |
| Katipunán de Abajo                | 112411004 | Rural         | 686                           |
| Limonzo de Abajo                  | 112411005 | Rural         | 1030                          |
| Malinao de Abajo                  | 112411006 | Rural         | 1033                          |
| N C Ordaneza Distrito (Población) | 112411007 | Urbano        | 2332                          |
| Paligue del Norte                 | 112411008 | Rural         | 1703                          |
| Palili                            | 112411009 | Rural         | 1054                          |
| Piape                             | 112411010 | Rural         | 1429                          |
| Punta Piape                       | 112411011 | Rural         | 1118                          |
| Quirino Distrito (Población)      | 112411012 | Urbano        | 1831                          |
| San Isidro                        | 112411013 | Rural         | 1366                          |
| Paligue del Sur                   | 112411014 | Rural         | 1329                          |
| Tulugán                           | 112411015 | Rural         | 845                           |
| Limonzo de Arriba                 | 112411016 | Rural         | 1934                          |
| Malinao de Arriba                 | 112411017 | Rural         | 1142                          |

## Historia
El actual territorio de la provincia de Dávao del Sur  fue parte de la provincia de Caraga durante la mayor parte del Imperio español en Asia y Oceanía (1520-1898).
A principios del siglo XX la isla de Mindanao se hallaba dividida en siete distritos o provincias.
El Distrito 4.º de Dávao, llamado hasta 1858  provincia de Nueva Guipúzcoa, tenía por capital el pueblo de Dávao e incluía la  Comandancia de Mati.
Este municipio data del  15 de julio de 1949. 
Su término  originalmente abarcaba el actual municipio de Santa María , Malalag y Sulop en el sur, Kiblaguán en el oeste, Hagonoy en el norte, y parte de Matanao en el noroeste con la sede del gobierno en el barrio de Limonso actual Población.
El 12 de junio de  1954 queda fijada la delimitación de su término:

"...En el Norte, la línea divisoria entre los municipios de Padada y Hagonoy será, de este a oeste, el río Padada desde el Golfo de Davao a 315 Km.  de la Ruta de Digos-Malalag-Makar y una línea recta a lo largo de la latitud 6 42 'del dicho Km. 315 de la línea fronteriza entre las provincias de Davao y Cotabato ..."

""...en el Este, la línea divisoria de la Municipalidad de Padada será el límite de las aguas territoriales de dicho municipio en el Golfo de Davao..." 

"...en el sur, la línea fronteriza entre los municipios de Padada y Malalag será, de este a oeste, el río Balasinón desde el Golfo de Davao a 327 Km.  de la Ruta de Digos-Malalag-Makar y una línea recta a lo largo de la latitud 6 36 ' de dicho Km. 327 de la línea fronteriza entre las provincias de Davao y Cotabato,..."

"...y al Oeste, la frontera del municipio de Padada será la línea divisoria entre las provincias de Davao y Cotabato. ..."
REPUBLIC ACT NO. 1008

En 1967, la provincia de Dávao se divide en tres provincias: Dávao del Norte, Dávao del Sur y Dávao Oriental.